# Martinfeld

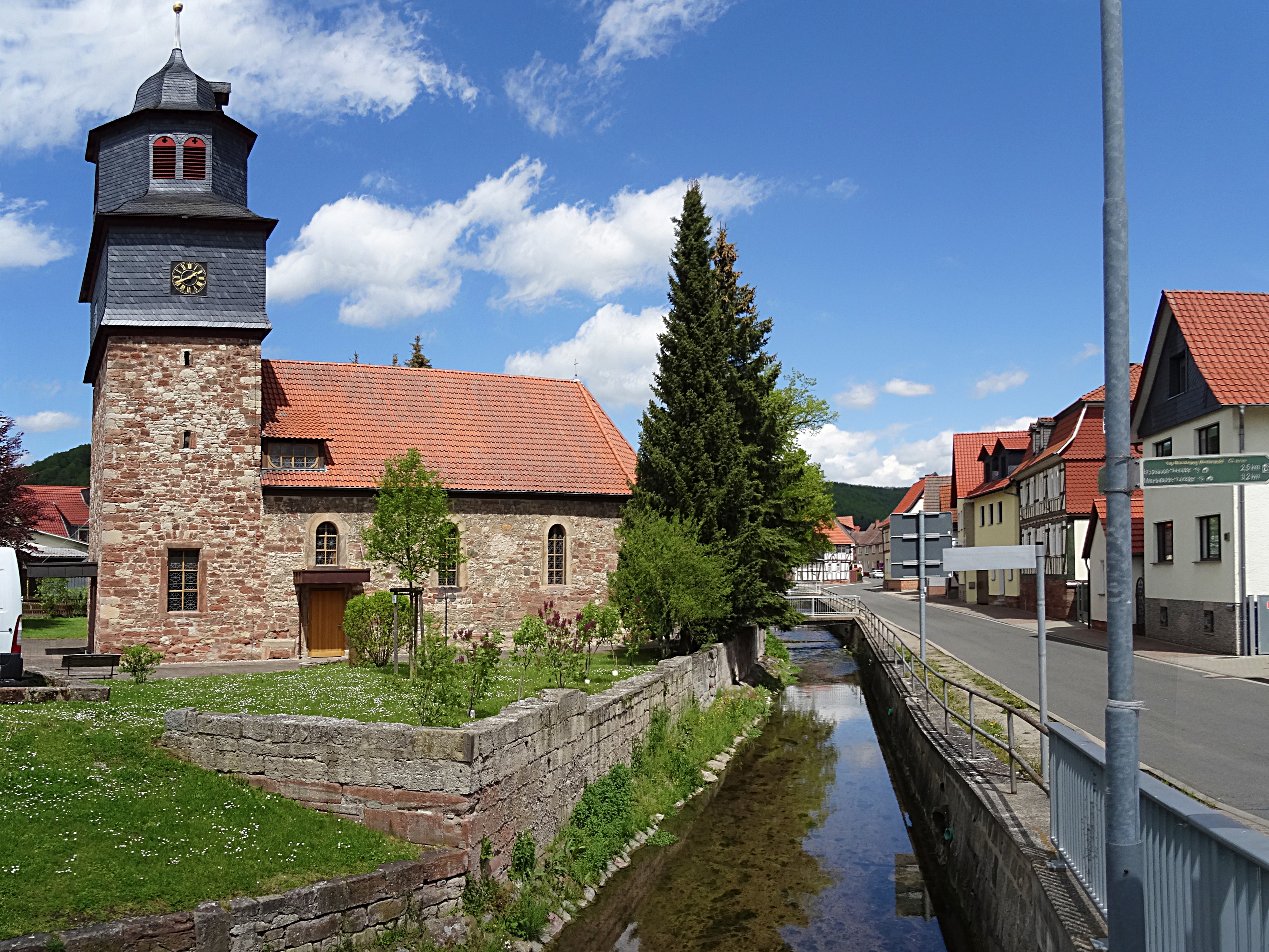
Kirche St. Ursula an der Rosoppe

 Martinfeld ist ein Ortsteil der Gemeinde Schimberg im Landkreis Eichsfeld (Thüringen).

## Geographische Lage
Martinfeld liegt ungefähr neun Kilometer südlich von Heiligenstadt im Tal der Rosoppe, einem Nebenfluss der Frieda. Eingerahmt wird die Ortslage von zahlreichen Bergen der Obereichsfelder Muschelkalkplatte, wie dem Bick (453,3 m) im Norden, der Ibenkuppe (448,1 m) im Nordosten, dem Schloßberg (459,7 m) im Osten und dem Martinfelder Schimberg (470,3 m) im Süden.
Zur Ortslage gehört noch das einen Kilometer nordöstlich an der Straße nach Flinsberg gelegene ehemalige Dorf (Ersterwähnung 1146)  und der heutige Einzelhof Ascherode, sowie die südlich gelegene Grabenmühle.

## Geschichte
Das Datum der Gründung Martinfeld ist unbekannt, sie fällt vermutlich in die Zeit der fränkischen Besiedlung nach 531. Es war vermutlich der Hof eines adligen Martin. Als „Mertineveld“ im Gau Germar-Mark in der Grafschaft Rüdigers wird der Ort 1071 in einer Urkunde Heinrich IV. genannt. Im Jahr 1209 wird ein Steffano de Mertenvelt genannt. Eine weitere urkundlich Nennung stammt aus dem Jahr 1333. Martinfeld war Besitz des Klosters Herfeld, von dort ging es an die Landgrafen von Hessen. 1446 wurden die Brüder von Gerwigshusen mit dem Ort belehnt. 1518 kaufte die Adelsfamilie Bodungen Martinfeld von Wetzl Wolf. Sie ließ sich dort nieder und errichtete 1611 Schloss Martinfeld als ihren Herrensitz. Unmittelbar daneben entstand in der Ortsmitte ein großer Gutshof (Vorderhof), der aus einer befestigte Wehranlage (Kemenate) als Vorgängbau des alten Bodungenschen Gutshofes hervorgegangen ist, der Wehrturm ist später beim Bau der Kirche erhalten geblieben und wird heute als Kirchturm weiter genutzt.
1526 wurde Martinfeld evangelisch, doch mit der Gegenreformation erhielt Martinfeld wieder einen katholischen Pfarrer. Im Dreißigjährigen Krieg wurde Martinfeld 1632 von den Schweden niedergebrannt, die Truppen Hans Christoph von Königsmarcks plünderten den Ort 1647 aus. Martinfeld gehörte nicht zu den benachbarten Ämter Gleichenstein oder Bischofstein, sondern war ein Bodungensches Gerichtsdorf. Wer die höhere Gerichtsbarkeit innehatte, ist nicht bekannt, östlich des Dorfes gibt es aber einen Galgenhügel.
Wirtschaftlichen Aufschwung nahm der Ort  im späten 17. Jahrhundert durch die Wollweberei. Fachwerkhäuser wurden gebaut; 1723 erhielt Martinfeld die Kirche St. Ursula. Aus dem Jahr 1733 ist das Bestehen einer Schule bekannt. Sie hatte 1840 einen Lehrer und wurde von 67 Jungen und 56 Mädchen besucht. Zu Martinfeld gehörten zwei Gutshöfe. In der zweiten Hälfte des 19. Jahrhunderts wurde Tabak verarbeitet. Während des Ersten Weltkriegs ereigneten sich mehrere Überschwemmungen und Brände. Zur Erinnerung an die Gefallenen des Kriegs wurde 1928 das Weiße Kreuz errichtet.
In der Zeit des Nationalsozialismus bestand auf dem Gut der Familie von Bodungen ein Arbeitsdienstlager für Frauen. Ende des Zweiten Weltkriegs wurden alle Brücken gesprengt. Martinfeld wurde zunächst von der US-amerikanischen und dann von der Roten Armee besetzt. Schloss und Gut Martinfeld wurden 1945 im Zuge der Bodenreform enteignet und 1948 wurde das Gut abgerissen.
Ab 1976 gehörte Martinfeld zum Gemeindeverband Ershausen. Seit 1997 ist Martinfeld ein Ortsteil von Schimberg.
Martinfeld verfügt über einen Kindergarten.
2019 errichteten die Mitglieder des Martinfelder Heimatvereins auf dem örtlichen Friedhof einen Gedenkstein für die im Zweiten Weltkrieg Gefallenen und Vermissten Söhne des Ortes.

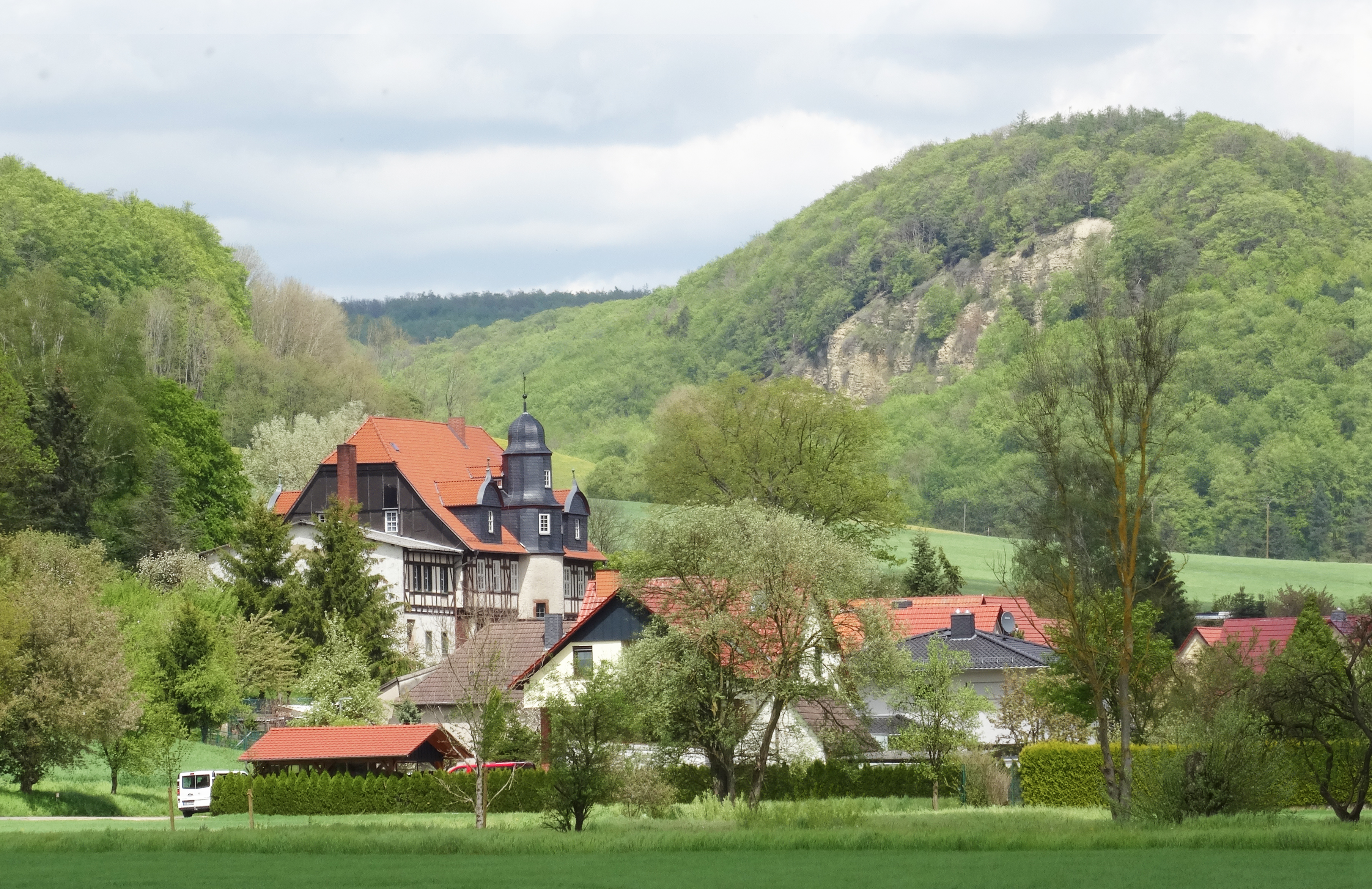
Schloss Martinfeld und Ibenkuppe

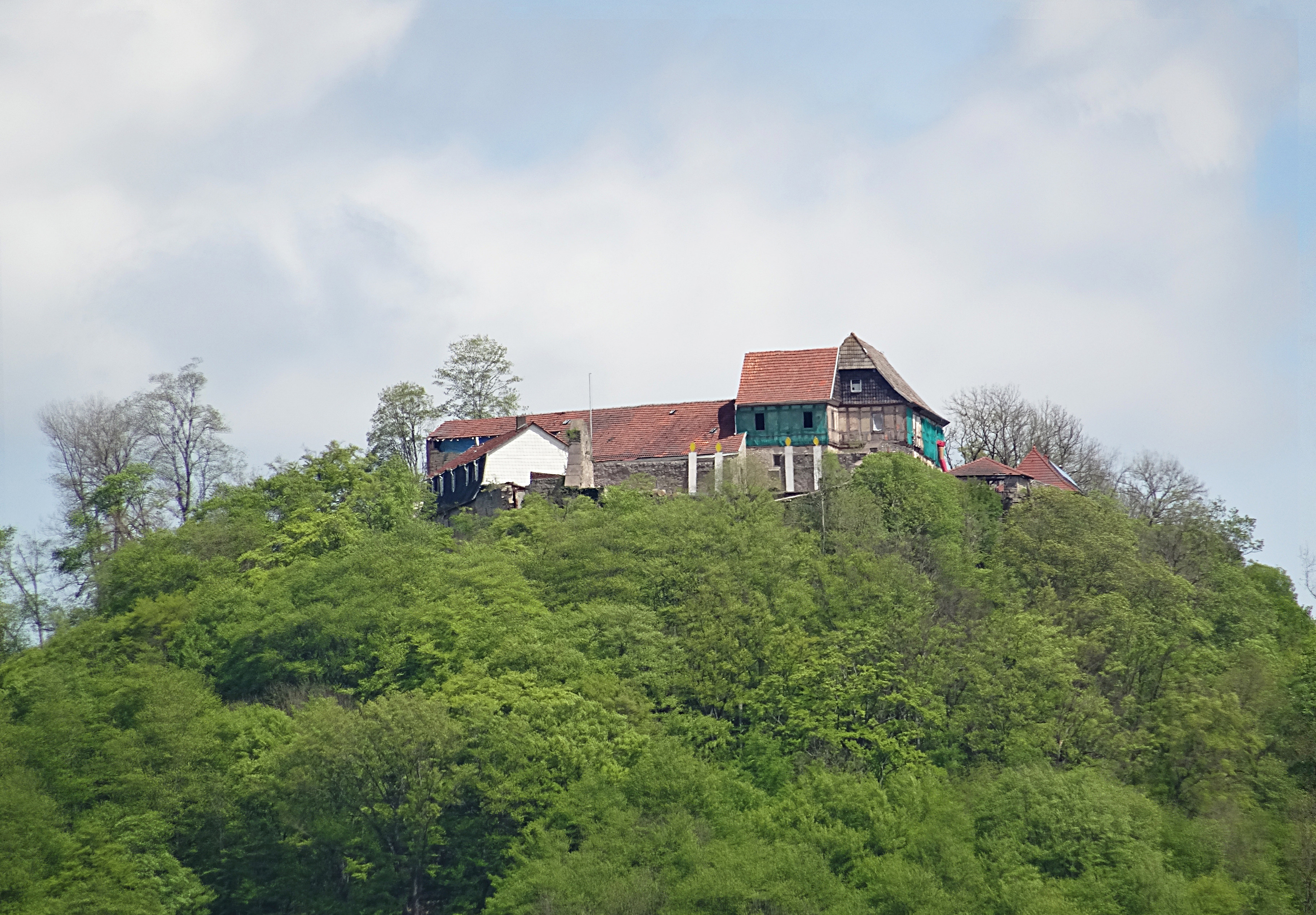
Burg Gleichenstein auf dem Schloßberg

## Bauten
- Schloss Martinfeld, ein ritterschaftlicher Edelsitz einer uradligen Thüringer Familie und heute Jugendbegegnungsstätte der Pfadfinder und freie Jugendherberge
- St. Ursula und Gefährtinnen  Die katholische Kirche wurde 1723 fertiggestellt. Der Stuckmarmoralter stammt aus dem Kloster Beuren.[11]
- mehrere historische Fachwerkhäuser im Ortskern mit Anger

## Sehenswertes in der Umgebung
Die berg- und waldreiche Umgebung von Martinfeld bietet zahlreiche Ausflugsmöglichkeiten:
- Blaues Wunder auf der Burg Gleichenstein oberhalb vom Martinfeld
- Martinfelder Fenster am Schimberg mit Kreuz und Rastplatz
- Ibenkuppe oberhalb von Ascherode
- Kalk-Sinter-Quellen im Wagental
- Wallfahrtsstätte Klüschen Hagis in Richtung Wachstedt
- Thomasbrücke im Westerwald

## Sport
Martinfeld verfügt seit 1928 – mit Unterbrechung – über einen Sportplatz. Er wurde von der DJK angelegt und von der Fußballmannschaft Rot-Weiß Martinfeld genutzt. Im Zweiten Weltkrieg ruhte der Spielbetrieb. Nach 1955 wurde der Platz vergrößert. Rot-Weiß Martinfeld wurde 1956 Staffelsieger der 2. Kreisklasse. Ab den 1970er Jahren wurde die Fläche landwirtschaftlich genutzt. 1989 wurde der SV Martinfeld gegründet.
Martinfeld ist Start- und Zielort des TOP-Wanderweges „Westerwald“ und Etappenziel des Naturparkweges „Leine-Werra“. Beide Wanderwege sind vom Deutschen Wanderverband zertifiziert und ausgezeichnet.

## Söhne von Martinfeld
- Georg von Bodungen (1572–1655), fürstlich-braunschweig-lüneburgischer Hofmarschall
- Karl Spitzenberg (1860–1944), Förster, Hegemeister, Erfinder und Wegbereiter der forstlichen Wühlkultur
- Richard von Bodungen (1857–1926), kgl. preußischer Generalleutnant
- Johannes Wolf (1879–1938), Politiker der DNVP und Reichstagsabgeordneter
- Jonas Lauhoff (geb. 2000), Goldmedaillengewinner bei den Euroskills 2023, Europameister der Zimmererkunst[13]